# Eduardo Acevedo Vásquez
Eduardo Acevedo Vásquez (Buenos Aires, 1857 - Montevideo, 1948) fou un advocat, historiador i polític uruguaià d'origen argentí.

## Família
Fill d'Eduardo Acevedo Maturana i de Joaquina Vásquez Fernández, va ser a més doble cosí germà d'Alfredo Vásquez Acevedo i cunyat de José Pedro Varela. Casat el 1888 amb María Manuela Álvarez Susviela, va tenir quatre fills: Eduardo (parlamentari, director del diari El Día i dues vegades ministre d'Hisenda), Manuela, Carmen i Miguel Alberto.

## Trajectòria
Eduardo Acevedo Vásquez va alternar múltiples professions com advocat, director del diari El Siglo i catedràtic d'Economia Política alhora que va ser un notable historiador. Tanmateix va ocupar diversos càrrecs públics de rellevància, com el de rector de la Universitat de la República (1904-1906), ministre d'Indústria (1911-1913), director del Banc de la República Oriental de l'Uruguai (1914-1924), director general d'Educació Primària (1925-1929) i primer president d'ANCAP (1931-1933).